# سوون اوکازاوا
سوون اوکازاوا (انگلیسی: Sewon Okazawa؛ زادهٔ ۲۱ دسامبر ۱۹۹۵) بوکسور اهل ژاپن است.
وی در مسابقات کشوری و بین‌المللی در مجموع برندهٔ ۱ مدال طلا، ۱ مدال نقره شده‌است.